# Eparchia di Cesarea di Cappadocia degli Armeni
L'eparchia di Cesarea di Cappadocia degli Armeni (in latino Eparchia Caesariensis in Cappadocia Armenorum) è una sede soppressa della Chiesa armeno-cattolica e sede titolare della Chiesa cattolica.

## Storia
Cesarea di Cappadocia, corrispondente all'odierna Kayseri nella regione dell'Anatolia Centrale in Turchia, ebbe una numerosa comunità armena fin dal medioevo; all'inizio del Novecento essa contava dalle 30 alle 50.000 persone.
L'eparchia cattolica di Cesarea di Cappadocia fu eretta da papa Pio IX il 2 giugno 1850. Comprendeva il sangiaccato di Kayseri e altre porzioni minori del vilayet di Ankara, e l'intero vilayet di Konya.
Nel 1889 fu consacrata la cattedrale dell'eparchia, dedicata alla Santa Croce.
Nel 1890 sono segnalati circa 1.500 armeni cattolici, affidati alle cure del vescovo e di 3 sacerdoti armeni, coadiuvati da 4 missionari gesuiti.
A causa del genocidio d'inizio Novecento, l'eparchia, come tutte le diocesi armene turche, perse la maggior parte della sua popolazione. L'ultimo vescovo residente fu Antonio Bahabanian, che si ritirò ad Avignone dove morì.
L'eparchia fu di fatto soppressa, mentre gli Annuari Pontifici ne hanno segnalato l'esistenza fino al 1972.
Dal 1972 Cesarea di Cappadocia degli Armeni è annoverata tra le sedi vescovili titolari della Chiesa cattolica; dal 24 novembre 2021 l'arcivescovo, titolo personale, titolare è Kévork Khazoumian, I.C.P.B., già arcieparca coadiutore di Costantinopoli.

## Cronotassi

### Vescovi
- Giovanni Hadjian (Hagian) † (2 giugno 1850 - 8 maggio 1880 deceduto)
- Paolo Emmanuelian † (26 agosto 1881 - 24 luglio 1899 eletto patriarca di Cilicia degli Armeni)
- Matteo Sislian † (28 agosto 1901 - 3 dicembre 1909 nominato vescovo titolare di Ammaedara)
- Antonio Bahabanian † (27 agosto 1911 - 26 novembre 1938 deceduto)

### Vescovi titolari
- Manuel Batakian, I.C.P.B. † (11 novembre 1994 - 12 settembre 2005 nominato eparca di Nostra Signora di Nareg in New York)
- Raphaël François Minassian, I.C.P.B. (24 giugno 2011 - 23 settembre 2021 eletto patriarca di Cilicia degli Armeni)
- Kévork Khazoumian, I.C.P.B., dal 24 novembre 2021